# Over Worton
Over Worton – wieś w Anglii, w Oxfordshire, w dystrykcie West Oxfordshire, w civil parish Worton. Leży 24,5 km od miasta Oksfordu i 101,7 km od Londynu. W 1931 roku civil parish liczyła 72 mieszkańców.